# Alva (nome)
Alva  è un nome proprio di persona inglese maschile.

## Origine e diffusione
Riprende il nome Alvah, che significa "sua altezza" in ebraico. È portato, nell'Antico Testamento, da un discendente di Esaù.
Va notato che il nome "Alva" è usato anche al femminile, ma in tali casi si tratta di una variante del nome scandinavo Alf.

## Onomastico
Il nome è adespota, cioè non è portato da alcun santo. L'onomastico ricade quindi il 1º novembre, giorno di Tutti i Santi.

## Persone

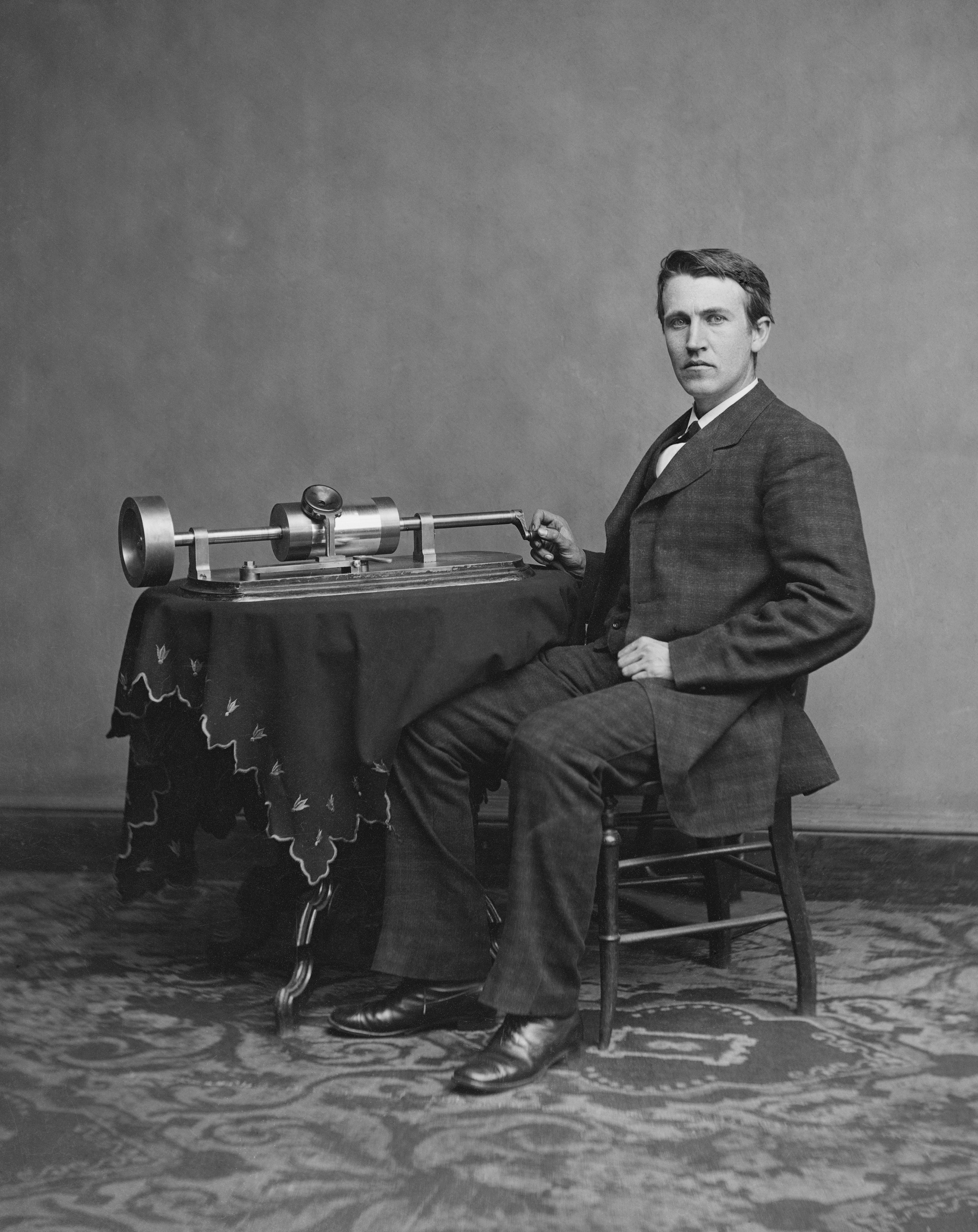
Thomas Alva Edison

- Alva Blanchard Adams, politico statunitense
- Alva Duer, cestista, allenatore di pallacanestro e dirigente sportivo statunitense
- Thomas Alva Edison, inventore e imprenditore statunitense

## Il nome nelle arti
- Alvah Case è un personaggio della serie televisiva Oz.
- Alva Keel è un personaggio della serie televisiva Miracles.